# Edouard Dubied & Cie
L'entreprise Edouard Dubied & Cie S.A. était une entreprise suisse de mécanique industrielle produisant des machines pour l'industrie textile. Elle fut créée en 1867 et cessa ses activités en 1987.  Son siège fut à Neuchâtel puis à Couvet.

## Historique

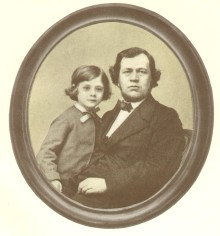
Henri Édouard Dubied et son fils Paul Édouard

C'est Henri-Edouard Dubied, enfant de Couvet, fils d'un distillateur d'absinthe, qui fonda l'entreprise après qu'il eut acheté à Isaac W. Lamb, lors de l'Exposition universelle de Paris en 1867, le droit de fabriquer une petite machine à tricoter à main. Elle était destinée au tricotage des bas et chaussettes. Elle utilisait des aiguilles à bascule récemment inventées.

Son fils Paul-Edouard Dubied, ingénieur EPFZ, lui succéda en 1878 et fit progresser la vente des machines à tricoter en les motorisant. Il créa aussi un département de mécanique générale, spécialisé dans le décolletage et se concentra sur ce nouveau champ d'activités, l'étendit à une nouvelle usine à Pontarlier, en France voisine, et confia la direction des machines à tricoter à son fils Pierre-Edouard.

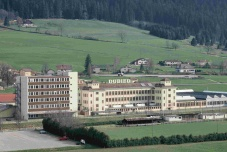
Edouard Dubied & Cie à Couvet

Pierre Edouard Dubied développa non seulement les deux départements de l'entreprise mais aussi les activités sociales de celle-ci : infirmerie, réfectoire, aide familiale, assurance maladie, société immobilière, etc. Il installa le siège de la société à Neuchâtel, où elle est cotée à la bourse locale. Il créa aussi un nouveau département de machines-outils. Il acheta aussi, en 1935, la Chemnitzer Stickmaschinen-fabrik AG, une société allemande qui fabriquait des machines à tricoter circulaires. Ces dernières donnèrent naissance à la famille des machines circulaires Wevenit, devenues fameuses.
Pierre Dubied eut deux fils et une fille, qu'il vit mourir tous trois durant son existence. Sa fille, Pierrette, épousa Rodo de Salis. Il naquit un fils de cette union, Sker de Salis, qui entra au conseil d'administration et fut nommé administrateur délégué en 1973, succédant ainsi à son père dans cette fonction. À cette date, les machines à tricoter, rectilignes et circulaires, étaient commandées électroniquement.
En 1967, cette entreprise fêta le 100e anniversaire de sa fondation. Vingt ans plus tard, elle dut solliciter un sursis concordataire et l'obtint en décembre 1987. Le concordat se réalisa par abandon d'actifs dès 1988 et la société fut ainsi dissoute.

### Les 20 dernières années 1967 1987

Logo créé pour le centième anniversaire.

Les années 1967 à 1972 furent glorieuses, grâce aux machines circulaires jacquard "double jersey" WEVENIT® dont la demande ne faisait que croître. Les étoffes ainsi produites dans les bonneteries, en 150 cm de largeur et de longueur indéterminée, étaient destinées au survêtement féminin. En 1972, ce marché s'est effondré en quelques mois car l'offre des constructeurs concurrents, devenus pléthorique, dépassa la demande. Chacun se mit à vendre à n'importe quel prix et à n'importe quelle condition. Le groupe DUBIED occupait alors près de 2 900 employés sur 4 sites au canton de Neuchâtel, deux sites à Milan et une fabrique d'aiguilles à Rheineck (St-Gall). Une lente agonie débuta en 1973 avec un premier exercice déficitaire, car les profits confortables réalisés avec les machines circulaires précitées avaient dissimulé la fragilité économique des autres activités. Durant 14 ans, malgré un effort de développement soutenu, le redressement espéré n'a pu être réalisé. La conjoncture économique (cours flottant des monnaies, réévaluation du franc suisse, contingentement de la main d'œuvre étrangère, premier choc pétrolier) a lourdement pénalisé l'entreprise. À fin décembre 1987, DUBIED n'occupait plus que 750 collaborateurs concentrés à Couvet. Cependant, la réalisation des actifs permit aux liquidateurs de rembourser tous les créanciers, principal et intérêts, et de servir en plus un dividende aux 60 000 actions et 20 000 bons de participation dont était alors composé le capital social.
L'entreprise, créée 120 ans plus tôt, avait vécu.

### Archives
Les archives de l'entreprise Dubied sont conservées aux Archives de l'État de Neuchâtel. Le fonds consultable contient essentiellement des documents liés à l’activité de l’entreprise à Couvet, mais également certains dossiers concernant les maisons de vente et les filiales en Suisse ou à l’étranger. La société immobilière très importante dans la vie de l’entreprise Dubied y est aussi représentée. Le fonds couvre l’ensemble de la période d’activité, depuis la fondation en 1867 jusqu’à sa liquidation en 1988 et au-delà. Il est donc très représentatif de toute la vie d’une entreprise importante par ses dimensions et par ses activités dans le Canton de Neuchâtel. Certaines périodes, notamment l’entre-deux-guerres, sont mal représentées dans ce fonds. L'inventaire de ce fonds est consultable en ligne.

## Sources d'archives
- Fonds : Entreprise Dubied (1867 - 1995).  Cote : DUBIED. Archives de l'État de Neuchâtel (présentation en ligne).